# サッカーイースター島代表
サッカーイースター島代表（サッカーイースターとうだいひょう）は、イースター島サッカー協会により編成されるイースター島のサッカーナショナルチームである。別名、CFラパ・ヌイ。イースター島代表は、FIFAやOFCに加盟していないため、ワールドカップやOFCネイションズカップに参加することはできない。ホームスタジアムは、イースター島の中心地・ハンガロアにあるハンガロア・スタジアム。イースター島の伝統的ウォークライであるホコを持ち、2009年にCSDコロコロと対戦した際にも試合前に行った。

## 歴史
1996年と2000年にファン・フェルナンデス諸島と非公式戦を2試合行い、いずれも勝利。
2009年にはコパ・チリ2009に特別招待され、8月5日にCSDコロコロと初の公式戦を行い、0-4で敗れた。なお、チームはコロコロとの試合に向けて、元チリ代表のミゲル・エンジェル・ガンボアをコーチに招き、代表メンバーは数週間かけてヘディングやシュート、ポジショニングといった基本動作の指導を受けていた。
2018年にはタヒチ島で行われたFestival des Îlesに参加し、2勝2敗1分けで出場5チーム中3位だった。